# 武奈ヶ嶽
武奈ヶ嶽（ぶながだけ）は、滋賀県高島市にある山である。標高865m。
比良山地に属する武奈ヶ岳（1,214m）と呼び名が同一なので湖北武奈ヶ嶽とも呼ばれることもある。三角点はないが国土地理院の地図に武奈ヶ嶽と表記されている。
高島トレイルのルートの一つであり三重嶽から尾根を標高差660mで結ぶ。石田川ダムから三重ヶ嶽の周遊ルートがある。
また高島トレイルは水坂峠を超え二の谷山につながる。

## 自然
三重ヶ嶽から山頂への尾根までブナ林に囲まれた登山道がある。

## 周辺の山
三重ヶ嶽、二の谷山 - 高島トレイル